# Charles Bauza Donwahi
Pour les articles homonymes, voir Bauza et Donwahi.
Charles Bauza Donwahi, né le 15 janvier 1926 à Zepeoua (actuel quartier de la commune de Mayo) dans le département de Soubré dans le sud-ouest de la Côte d'Ivoire et mort le 2 août 1997 à son domicile à Marcory dans le district d’Abidjan, est un ingénieur et homme politique ivoirien. 

## Biographie
Il est le fils d’Ahipaud Donwahi Gbanin, du clan des Mayo, de la tribu Zokobouo, du canton Dakua, actuelle sous-préfecture de Liliyo, et de Madou Sôlô Sahoua Dissawonon du village de Gobreguhe, un quartier de l’actuel village de Gadago, de la tribu Gbaleoua du canton Gbobouo (actuelle sous-préfecture de Grand-Zattry.
En 1934, il est inscrit à l’école primaire régionale d’Abidjan grâce à son oncle Seri Kore. En 1938, à l’âge de 12 ans, il est baptisé et reçoit le nom chrétien de Charles. En 1940, il obtient son certificat d'étude primaire (CEP) et entre à l’école des pupilles mécaniciens de l’Afrique-Occidentale française (AOF) de Dakar. Il termine son cycle comme major avec 17 de moyenne et obtient comme prime l’ouverture d’un compte d’épargne provisionné.
Il suit par la suite des cours d’officier de maintenance puis obtient le brevet supérieur de navigation. Boursier de l’État français parce qu'assimilé aux anciens combattants puis, boursier ivoirien, il est admis, après un test à l’École Breguet (ESIEE Paris) de Paris, une école supérieure d’enseignement technique ; il y obtient le diplôme E.B.P option électromécanique en 1953.
Parallèlement, il suit des cours au Conservatoire national des arts et métiers (Cnam) pour obtenir le diplôme d’ingénieur frigorifique. C’est donc nanti de deux diplômes d’ingénieur qu’il rentre en Côte d’Ivoire.
Dès son arrivée en 1954, Charles Bauza Donwahi intègre le groupe CFAO où il exerce différentes fonctions de direction avant d'en devenir le président directeur général en 1971.
Parallèlement, il exerce diverses autres fonctions :
- Président de l’Organisation Interafricaine de Café (OIC) ;
- Président du Crédit Côte d’Ivoire ;
- Administrateur de plusieurs sociétés commerciales de la place ;
- Membre de la table ronde des hommes d’affaires de la Banque africaine de développement (BAD) dont il est élu vice-président en 1995 ;
- Planteur et exportateur (bananes, ananas, agrumes, hévéa).

### Activités syndicales
Il a été le président pendant cinq ans de l’Association des étudiants Ivoiriens en France qui devait donner plus tard naissance à l’Association générale des élèves et étudiants de Côte d’Ivoire (AGEECI) ;
- Président–fondateur de l’AITACI (Association des ingénieurs technique africaine) ;
- Président–fondateur de l’Association des cadres Ivoiriens du secteur privé, l’ACIP ;
- Président du CIAB (Comité interprofessionnel des producteurs d’ananas et de bananes de Côte d’Ivoire) ;
- Vice-Président du Club d’hommes d’affaires Franco-Ivoirien (CHAFI).

### Activités sociales
Président de la commission d’Ivoirisation du secteur privé, président du comité des grandes manifestations religieuses (accueil du Pape, consécration de la cathédrale Saint-Paul), il fut aussi réalisateur et maître-d’œuvre de nombreux équipements économiques et sociaux à Soubré et Mayo, notamment :
- Le projet « Villas cadres » pour un coût de 250 millions de francs entre 1976 et  1978 ;
- Construction de la maison des jeunes et de la maison du parti de Soubré, inaugurées en 1981 ;
- Le centre polyvalent des jeunes de Mayo inauguré en 1989 ;
- Introduction de l’hévéaculture dans le département de Soubré et création au bénéfice des populations de Mayo et des villages environnants de Plantations Villageoises d’Hévéas (PVH).

### Activités politiques
Membre-fondateur de la Jeunesse du RDA section Côte d’Ivoire (JRDACI), il en est élu secrétaire à la propagande. Il entre au comité-directeur du PDCI-RDA en 1959, et est appelé dans la même année au gouvernement en qualité de secrétaire d'État à l’Agriculture, chargé spécialement de la recherche scientifique. En 1961, il devient ministre de l’Agriculture et de la Coopération.  Il est destitué en 1963, et emprisonné, accusé comme d'autres personnalités et ministres de complot par le président Félix Houphouët-Boigny,,. Pour d'autres observateurs, la série de complots dénoncés dans les années 1963/1964 permet surtout à Félix Houphouët-Boigny d’asseoir son pouvoir et d’écarter de potentiels rivaux. Condamné à vingt ans de prison, sa peine est réduite en 1965 à dix ans, puis il est libéré en 1966,.
En 1970, il fait son entrée au bureau politique du PDCI-RDA et est élu au Parlement puis devient membre du comité central du PDCI-RDA à partir de 1990. Son mandat parlementaire est régulièrement renouvelé et il exerce successivement diverses fonctions parlementaires dont : rapporteur général de la commission des Affaires économiques et financières de 1970 à 1980, président de la commission des affaires sociales et culturelles de 1980 à 1990. Il est élu vice-président de l’Assemblée nationale en 1990, puis élu président de cette même institution, le 5 janvier 1994,. Il est réélu le 20 décembre 1995.

## Décorations
Charles Bauza Donwahi est titulaire de nombreuses décorations nationales et étrangères :
- Commandeur du mérite sportif ivoirien ;
- Commandeur de l’ordre national ivoirien ;
- Grand Officier de l’ordre national ivoirien ;
- Grand officier de la Légion d'honneur ;
- Grand-Croix de l’ordre de la République du Libéria ;
- Commandeur de l’ordre national de la République de Guinée (Conakry) ;
- Chevalier de l'ordre du Mérite sportif‎ français ;
- Commandeur de l’ordre de Saint-Grégoire (Vatican) ;
- Ouissam des Alaouites (Maroc).